# Primera División 1952/53
Die Primera División 1952/53 war die 22. Spielzeit der höchsten spanischen Fußballliga. Sie startete am 14. September 1952 und endete am 3. Mai 1953.

## Vor der Saison
- Als Titelverteidiger ging der fünffache Meister CF Barcelona ins Rennen. Letztjähriger Vizemeister wurde Atlético Bilbao.
- Aufgestiegen aus der Segunda División sind CD Málaga und Real Oviedo.

## Vereine
| Verein              | Stadt         | Stadion               |
| ------------------- | ------------- | --------------------- |
| CF Barcelona        | Barcelona     | Camp de Les Corts     |
| Español Barcelona   | Barcelona     | Estadi Sarrià         |
| Atlético Bilbao     | Bilbao        | Estadio San Mamés     |
| Real Gijón          | Gijón         | El Molinón            |
| Deportivo La Coruña | La Coruña     | Estadio Riazor        |
| Real Madrid         | Madrid        | Estadio de Chamartín  |
| Atlético Madrid     | Madrid        | Estadio Metropolitano |
| CD Málaga           | Málagal       | Estadio La Rosaleda   |
| Real Oviedo         | Oviedo        | Estadio Buenavista    |
| Real Santander      | Santander     | Estadio El Sardinero  |
| Real Sociedad       | San Sebastián | Estadio de Atotxa     |
| Real Saragossa      | Saragossa     | Estadio de Torrero    |
| FC Sevilla          | Sevilla       | Estadio de Nervión    |
| FC Valencia         | Valencia      | Estadio Mestalla      |
| Real Valladolid     | Valladolid    | Estadio José Zorrilla |
| Celta Vigo          | Vigo          | Estadio Balaídos      |

## Abschlusstabelle
| Pl. | Verein              | Sp. | S  | U | N  | Tore    | Quote | Punkte |
| --- | ------------------- | --- | -- | - | -- | ------- | ----- | ------ |
| 1.  | CF Barcelona (M, P) | 30  | 19 | 4 | 7  | 082:430 | 1,91  | 42:18  |
| 2.  | FC Valencia         | 30  | 16 | 8 | 6  | 066:420 | 1,57  | 40:20  |
| 3.  | Real Madrid         | 30  | 18 | 3 | 9  | 067:490 | 1,37  | 39:21  |
| 4.  | Español Barcelona   | 30  | 16 | 4 | 10 | 064:400 | 1,60  | 36:24  |
| 5.  | FC Sevilla          | 30  | 16 | 2 | 12 | 070:570 | 1,23  | 34:26  |
| 6.  | Atlético Bilbao     | 30  | 14 | 4 | 12 | 083:520 | 1,60  | 32:28  |
| 7.  | Real Gijón          | 30  | 11 | 8 | 11 | 039:540 | 0,72  | 30:30  |
| 8.  | Atlético Madrid     | 30  | 13 | 4 | 13 | 065:700 | 0,93  | 30:30  |
| 9.  | Real Oviedo (N)     | 30  | 12 | 5 | 13 | 063:620 | 1,02  | 29:31  |
| 10. | Real Sociedad       | 30  | 10 | 8 | 12 | 054:610 | 0,89  | 28:32  |
| 11. | Real Santander      | 30  | 11 | 5 | 14 | 046:610 | 0,75  | 27:33  |
| 12. | Real Valladolid     | 30  | 10 | 5 | 15 | 048:540 | 0,89  | 25:35  |
| 13. | Celta Vigo          | 30  | 10 | 5 | 15 | 054:690 | 0,78  | 25:35  |
| 14. | Deportivo La Coruña | 30  | 9  | 6 | 15 | 049:780 | 0,63  | 24:36  |
| 15. | CD Málaga (N)       | 30  | 10 | 2 | 18 | 047:690 | 0,68  | 22:38  |
| 16. | Real Saragossa      | 30  | 6  | 5 | 19 | 038:740 | 0,51  | 17:43  |

Platzierungskriterien: 1. Punkte – 2. Direkter Vergleich  – 3. Torquotient – 4. geschossene Tore
| (M) | amtierender Meister              |
| (P) | amtierender Pokalsieger          |
| (N) | Neuaufsteiger der letzten Saison |

## Kreuztabelle
| 1952/53             | CF Barcelona | FC Valencia | Real Madrid | Español Barcelona |     | Atlético Bilbao | Real Gijón |     | Real Oviedo | Real Sociedad | Real Santander | Real Valladolid | Celta Vigo | Deportivo La Coruña | CD Málaga | Real Saragossa |
| ------------------- | ------------ | ----------- | ----------- | ----------------- | --- | --------------- | ---------- | --- | ----------- | ------------- | -------------- | --------------- | ---------- | ------------------- | --------- | -------------- |
| CF Barcelona        |              | 2:1         | 1:0         | 2:1               | 3:2 | 3:2             | 3:1        | 6:1 | 4:1         | 3:0           | 3:1            | 2:1             | 4:0        | 4:3                 | 6:2       | 8:0            |
| FC Valencia         | 3:2          |             | 3:2         | 1:1               | 1:0 | 3:1             | 4:0        | 1:2 | 4:0         | 5:2           | 7:1            | 2:0             | 3:2        | 1:1                 | 3:1       | 3:1            |
| Real Madrid         | 2:1          | 3:0         |             | 1:2               | 3:2 | 3:2             | 2:2        | 2:0 | 3:2         | 5:0           | 2:1            | 3:1             | 5:1        | 5:2                 | 2:0       | 2:1            |
| Español Barcelona   | 0:2          | 2:1         | 2:4         |                   | 6:2 | 6:2             | 4:0        | 2:0 | 3:0         | 2:0           | 3:1            | 1:0             | 6:1        | 7:1                 | 2:1       | 3:2            |
| FC Sevilla          | 4:2          | 4:2         | 2:2         | 2:1               |     | 1:0             | 7:1        | 3:1 | 2:1         | 4:1           | 1:2            | 3:0             | 4:2        | 6:2                 | 2:0       | 5:2            |
| Atlético Bilbao     | 4:3          | 1:1         | 2:2         | 1:0               | 6:1 |                 | 6:1        | 5:0 | 3:3         | 6:1           | 5:0            | 4:2             | 5:0        | 8:2                 | 6:1       | 3:0            |
| Real Gijón          | 0:0          | 1:1         | 2:1         | 1:1               | 1:0 | 1:2             |            | 2:0 | 1:3         | 1:0           | 2:0            | 1:0             | 1:1        | 4:1                 | 4:0       | 2:3            |
| Atlético Madrid     | 2:1          | 3:3         | 1:2         | 4:1               | 4:2 | 2:3             | 1:0        |     | 5:1         | 4:3           | 3:0            | 2:2             | 4:1        | 4:1                 | 1:3       | 4:1            |
| Real Oviedo         | 2:1          | 2:3         | 3:1         | 1:0               | 2:0 | 2:1             | 2:4        | 5:0 |             | 2:2           | 1:3            | 6:3             | 4:0        | 3:3                 | 6:1       | 3:2            |
| Real Sociedad       | 0:2          | 0:0         | 3:0         | 2:1               | 1:1 | 3:1             | 0:0        | 0:2 | 3:2         |               | 3:1            | 2:2             | 7:3        | 6:1                 | 4:1       | 1:1            |
| Real Santander      | 3:3          | 1:2         | 2:3         | 2:1               | 4:1 | 2:0             | 0:1        | 3:3 | 0:2         | 1:1           |                | 2:2             | 2:0        | 3:1                 | 2:0       | 3:1            |
| Real Valladolid     | 0:1          | 2:0         | 3:1         | 0:1               | 0:4 | 1:0             | 2:2        | 4:4 | 1:0         | 1:2           | 1:2            |                 | 3:1        | 4:0                 | 2:1       | 3:1            |
| Celta Vigo          | 3:3          | 1:1         | 2:1         | 0:1               | 4:0 | 2:2             | 3:0        | 3:2 | 3:0         | 3:0           | 1:1            | 2:0             |            | 2:0                 | 3:1       | 6:1            |
| Deportivo La Coruña | 1:1          | 1:2         | 0:2         | 2:2               | 2:0 | 3:2             | 5:0        | 5:1 | 2:2         | 1:0           | 0:1            | 1:4             | 3:2        |                     | 1:0       | 0:0            |
| CD Málaga           | 2:1          | 3:3         | 6:0         | 1:1               | 0:3 | 1:0             | 2:3        | 1:3 | 4:2         | 2:4           | 4:2            | 3:0             | 2:1        | 1:2                 |           | 1:0            |
| Real Saragossa      | 1:5          | 0:2         | 0:3         | 3:1               | 1:2 | 2:0             | 0:0        | 4:2 | 0:0         | 3:3           | 4:0            | 0:4             | 3:1        | 1:2                 | 0:2       |                |

### Relegation
| Pl. | Verein                 | Sp. | S | U | N | Tore    | Quote | Punkte |
| --- | ---------------------- | --- | - | - | - | ------- | ----- | ------ |
| 1.  | Deportivo La Coruña    | 10  | 5 | 1 | 4 | 015:110 | 1,36  | 11:90  |
| 2.  | SD España Industrial 1 | 10  | 4 | 3 | 3 | 020:120 | 1,67  | 11:90  |
| 3.  | Celta Vigo             | 10  | 4 | 2 | 4 | 018:170 | 1,06  | 10:10  |
| 4.  | Atlético Tetuán        | 10  | 4 | 2 | 4 | 015:130 | 1,15  | 10:10  |
| 5.  | Real Avilés            | 10  | 4 | 1 | 5 | 014:220 | 0,64  | 09:11  |
| 6.  | Hércules Alicante      | 10  | 4 | 1 | 5 | 012:190 | 0,63  | 09:11  |

| Relegation           | Deportivo La Coruña | SD España Industrial | Celta Vigo | Atlético Tetuán | Real Avilés | Hércules Alicante |
| Deportivo La Coruña  |                     | 0:0                  | 1:2        | 3:0             | 1:0         | 3:1               |
| SD España Industrial | 1:3                 |                      | 3:0        | 1:1             | 6:1         | 4:1               |
| Celta Vigo           | 1:3                 | 1:1                  |            | 4:1             | 4:2         | 5:1               |
| Atlético Tetuán      | 2:0                 | 2:1                  | 0:0        |                 | 6:1         | 3:0               |
| Real Avilés          | 1:0                 | 1:3                  | 4:1        | 1:0             |             | 2:0               |
| Hércules Alicante    | 2:0                 | 3:1                  | 1:0        | 2:0             | 1:1         |                   |

## Nach der Saison
- 1. – CF Barcelona – Meister

Absteiger in die Segunda División
- 15. – CD Málaga
- 16. – Real Saragossa

Aufsteiger in die Primera División
- Real Jaén
- CA Osasuna

## Pichichi-Trophäe
Die Pichichi-Trophäe wird jährlich für den besten Torschützen der Spielzeit vergeben.
| Pl. | Nat.         | Spieler         | Verein            | Tore |
| --- | ------------ | --------------- | ----------------- | ---- |
| 1   | Spanien 1945 | Zarra           | Atlético Bilbao   | 24   |
| 2   | Spanien 1945 | Moreno          | CF Barcelona      | 22   |
| 3   | Spanien 1945 | Julián Arcas    | Español Barcelona | 21   |
|     | Spanien 1945 | Adrián Escudero | Atlético Madrid   | 21   |
| 5   | Spanien 1945 | Silvestre Igoa  | Real Sociedad     | 20   |

## Die Meistermannschaft des CF Barcelona
| 1.           | CF Barcelona |
| CF Barcelona | - Tor: Antoni Ramallets (27/-); Juan Zambudio Velasco (4/-); Pedro Caldentey (1/-) - Abwehr: Joaquim Brugué (6/-); Gustavo Biosca (24/1); Isidro Flotats (24/3); Sígfrid Gràcia (5/1); José María Martín (12/-); Joan Segarra (21/-); Josep Seguer (26/-) - Mittelfeld: Luis Aloy (3/-); Andrés Bosch (29/6); Gonzalvo III (6/-); Francisco Maristany (1/-); Jordi Vila (6/-) - Sturm: Emilio Aldecoa (4/1); Estanislao Basora (28/11); Jorge Hanke (11/5); László Kubala (11/7); Eduardo Manchón (26/10); Moreno (30/22); César Rodríguez (27/14) - Trainer: Ferdinand Daučík |